# 한민용
한민용(1989년 7월 19일 ~ )은 대한민국의 방송기자로 JTBC 뉴스룸 전 앵커이다.

## 경력
- 2013년 MBN 입사
- MBN 사회부 기자
- 2017년 JTBC 이직
- JTBC 사회2부 기자
- JTBC 정치팀 기자
- JTBC 주말취재팀 기자
- JTBC 주말취재부 기자
- JTBC 사회부 기자
- JTBC 사회2부 법조팀 출입기자
- JTBC 보도국 기자
- JTBC 뉴스콘텐트국 기자
- JTBC 보도국 기자

## 방송
- JTBC 뉴스룸 주말 (2018년 8월 3일 ~ 2020년 1월 5일, 2020년 1월 10일 ~ 2022년 11월 13일)
- JTBC 뉴스룸 평일 임시 (2023년 2월 20일 ~ 2023년 2월 24일)
- 2020 우리의 선택 3부 - (2020년 4월 15일)
- JTBC 뉴스룸 평일 - 여의도와 서초동 (2022년 11월 14일 ~ 2022년 12월)
- JTBC 뉴스룸 평일 - 앵커 (2023년 7월 17일 ~ 2025년 8월 1일)